# Rondas campesinas

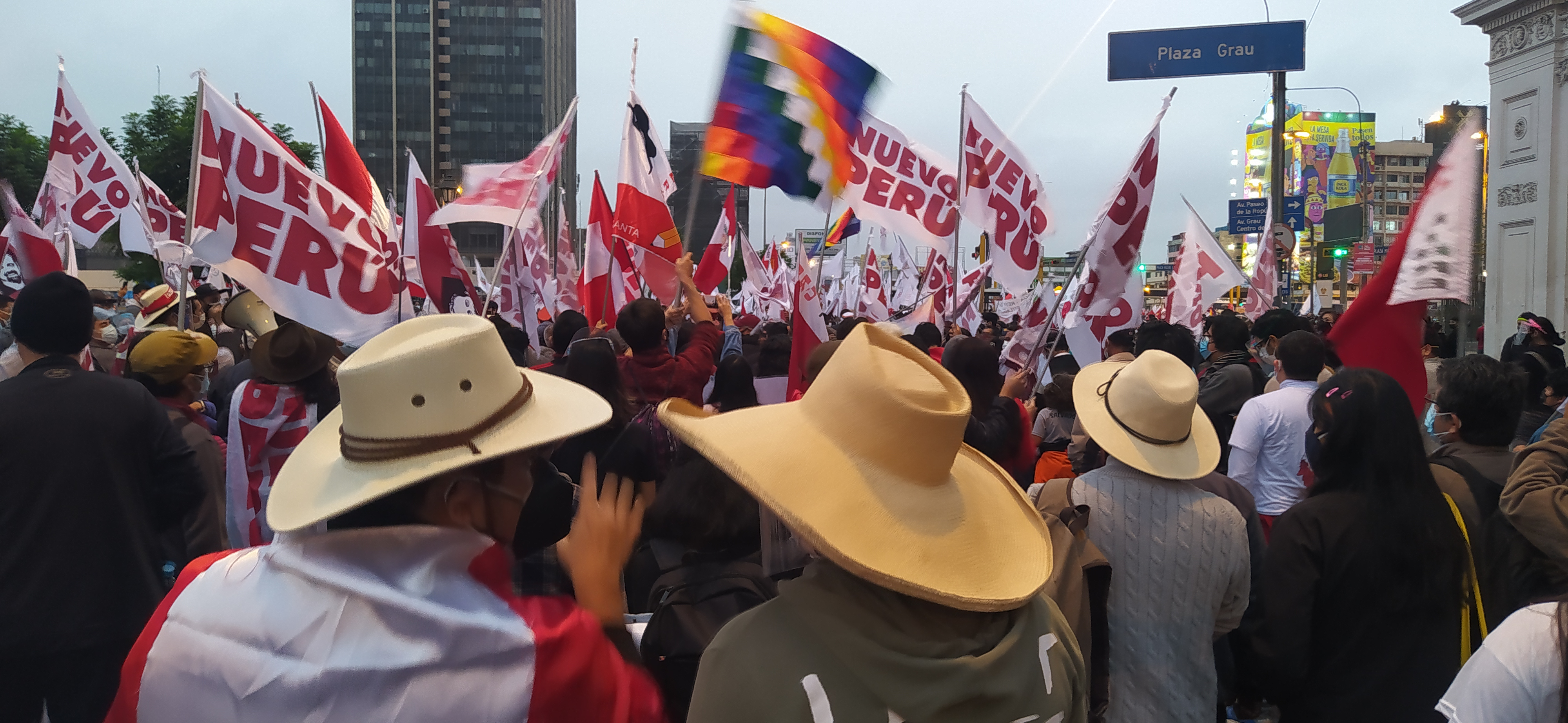
Manifestação de Ronderos

As Rondas Campesinas ("rondas camponesas" ou "patrulhas camponesas") referem-se a organizações de defesa que surgiram a partir da década de 1970 nas regiões rurais do norte do Peru. Essas patrulhas comunitárias também constituem uma alternativa à justiça, inclusive organizações paramilitares durante o conflito armado peruano nas décadas de 1980-1990. Seus membros, chamados “ronderos”, desempenham um papel específico em um espaço social onde o Estado é praticamente ausente.

## Definição e funcionamento
A denominação Rondas Campesinas designa três organizações distintas:
- a ronda camponesa autônoma como órgão político da comunidade;
- a comunidade camponesa legalmente reconhecida, que por vezes também tem uma associação camponesa que a apoia e completa suas funções com a administração da justiça;[1]
- os comitês de autodefesa (Comités de Autodefensa),[2] criados por iniciativa das Forças Armadas em sua estratégia de luta contrassubversiva contra o Sendero Luminoso e o Movimento Revolucionário Túpac Amaru (MRTA), sendo assim algumas vezes considerados como organizações paramilitares.

Embora as rondas camponesas sejam compostas principalmente por homens, também existem rondas femininas.

## Histórico
Na década de 1960, os roubos de gado eram muito frequentes na região de Cajamarca, levando os camponeses a ficarem acordados à noite para vigiar o rebanho. Com o desaparecimento das haciendas (grandes propriedades agrícolas) em 1969, por problemas de corrupção, as autoridades se ausentam do campo, o que favorece o surgimento de ondas de banditismo e leva os camponeses a organizar sua proteção e manter a segurança dos habitantes do campo. Estas missões continuariam depois disso.
A primeira ronda surgiu em 29 de dezembro de 1976 na comunidade camponesa de Cuymalca, no distrito e província de Chota na região de Cajamarca.
Durante o conflito armado peruano, as Rondas Campesinas combateram o Sendero Luminoso no norte do país, bem como o Movimento Revolucionário Tupac Amaru (MRTA). As organizações desempenham um papel significativo na derrota desses dois movimentos, privando-os do acesso às aldeias rurais e, portanto, do apoio logístico. Ao final do conflito, a maioria dos combatentes retorna às suas comunidades sem servir a outros atores envolvidos em atividades ilícitas.
Pedro Castillo foi um dos ronderos da região de Cajamarca, de onde é originário e onde trabalhou como professor. Com o apoio do partido de esquerda radical Peru Livre, venceu as eleições presidenciais de 2021.